# Casa Hacienda Patibamba
Casa Hacienda Patibamba es una casa hacienda situada en Abancay, departamento de Apurímac. La hacienda de Patibamba está en el centro de la ciudad.
La construcción data del siglo XVI. Forma parte de la Hacienda Patibamba. El nombre proviene del quechua "pati" nombre de un árbol abundante en el lugar y "pampa" llanura o planicie. Está localizada en la parte baja de la ciudad de Abancay, en la urbanización Patibamba.
Consta de dos áreas: la casa y el área de producción. La primera es la vivienda de antigua construcción con estilo colonial. Cuenta con vigas, columnas, escalones de piedra y techos de teja. El segundo es el área de producción que cuenta con molino de caña de azúcar y de fabricación de azúcar, chancaca, alcohol y aguardiente de caña de azúcar. Asimismo cuenta con una torre campanario en base de adobe y cal. Actualmente, parte del área del terreno funciona una Institución Educativa Publica.
Fue declarada mediante Resolución Nª 0928-80-ED fue declarada Monumento Histórico. El edificio se encuentra en mal estado de conservación.